# Udacity

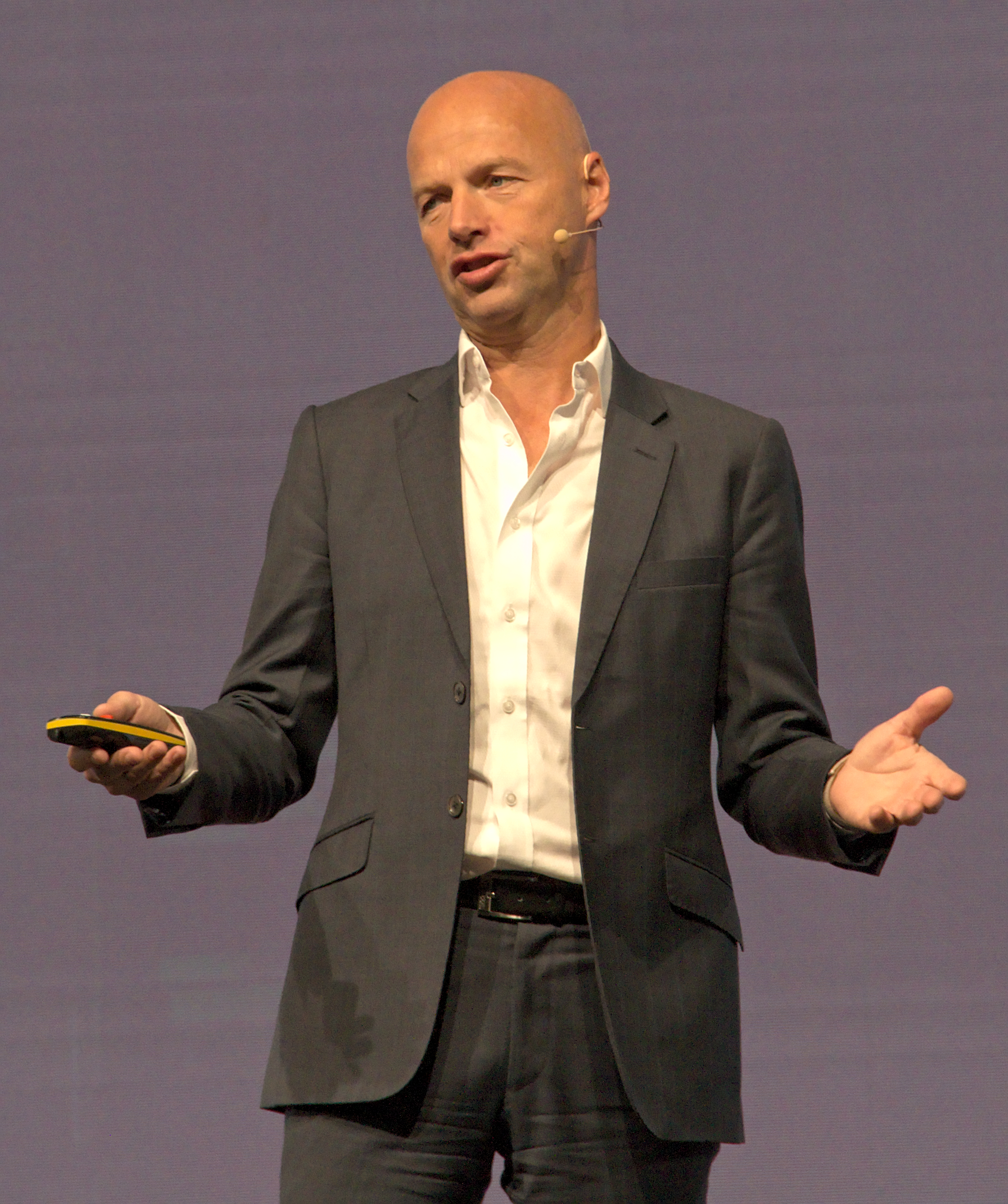
Sebastian Thrun la Salonul Auto de la Frankfurt 2019

Udacity Inc. este o organizație educațională americană cu scop lucrativ fondată de Sebastian Thrun, David Stavens și Mike Sokolsky, oferind cursuri online deschise masive . 
Potrivit lui Thrun, originea numelui Udacity provine din dorința companiei de a fi îndrăzneață pentru tine, studentul (din englezul "audacious").   În timp ce s-a concentrat inițial pe oferirea de cursuri de tip universitar, acum se concentrează mai mult pe meserii, cursuri pentru profesioniști.

## Istoric
Udacity este rezultatul cursurilor gratuite de informatică oferite în 2011 prin Universitatea Stanford .  Thrun a declarat că speră că o jumătate de milion de studenți se vor înscrie, după o înscriere de 160.000 de studenți la cursul anterior la Stanford, Introducere în inteligența artificială  iar 90.000 de studenți s-au înscris deja în primele două cursuri până în luna martie a anului 2012  .   Udacity a fost anunțată la conferința Digital Life Design din 2012.  Udacity este finanțat de firma de capital de risc, Charles River Ventures, și 200.000 de dolari din banii personali ai lui Thrun.  În octombrie 2012, firma de capital de risc Andreessen Horowitz a condus investiția a încă 15 milioane de dolari în Udacity.  În noiembrie 2013, Thrun a anunțat într-un articol Fast Company că Udacity avea un „produs urât” și că serviciul pivotează pentru a se concentra mai mult pe cursurile vocaționale  și „nanodegree”.  La data de 28 aprilie 2014   , Udacity avea 1,6 milioane de utilizatori în 12 cursuri complete și 26 de cursuri gratuite. 
În 2014, Institutul de Tehnologie Georgia a lansat prima „specializare online în masă” în informatică prin parteneriat cu Udacity și AT&T; o diplomă de master completă prin acest program îi costă pe studenți 7.000 USD.    
În octombrie 2017, Udacity împreună cu Unity, au lansat programul „Learn ARKit”, care ar putea ajuta dezvoltatorii să-și îmbunătățească abilitățile de construire a aplicațiilor AR.   În aceeași lună, Google a colaborat cu Udacity pentru a lansa o nouă inițiativă de bursă pentru dezvoltatorii de aplicații web și Android.    Deși nu a fost încă profitabil din februarie 2018, Udacity este evaluată la peste 1 miliard de dolari, după ce a strâns 163 milioane de dolari de la investitori notabili, inclusiv Andreessen Horowitz, Drive Capital și brațul de capital de risc al Alphabet, GV. 

## Cursuri

### Cursuri gratuite
Primele două cursuri despre Udacity au început la 20 februarie 2012,  intitulate „CS 101: Construirea unui motor de căutare”, predate de David Evans de la Universitatea din Virginia și „CS 373: Programarea unei mașini robotizate” predate de Thrun. Ambele cursuri folosesc Python .
Alte patru cursuri au început la 16 aprilie 2012, cuprinzând o serie de abilități și materii, cu profesori, printre care Steve Huffman și Peter Norvig. Cinci cursuri noi au fost anunțate la 31 mai 2012  și au marcat pentru prima dată când Udacity a oferit cursuri în afara domeniului informaticii. Patru dintre aceste cursuri au fost lansate la începutul celui de-al treilea „hexamestru”, la 25 iunie 2012. Un curs, Logică și matematică discretă: fundamentele computerului, a fost întârziat cu câteva săptămâni înainte de a fi trimis un anunț prin e-mail pe 14 august în care se preciza că cursul nu va fi lansat, deși nu au fost furnizate alte explicații. 

La 23 august 2012, a fost anunțat un nou curs de antreprenoriat, EP245, predat de Steve Blank, antreprenor în serie pensionat.  Patru noi cursuri specializate de CS au fost anunțate ca parte a colaborării cu Google, Nvidia, Microsoft, Autodesk, Cadence Design Systems și Wolfram Research la 18 octombrie 2012, care vor fi lansate la începutul anului 2013.  Pe 28 noiembrie 2012, clasa AI originală a lui Thrun din 2011 a fost relansată ca un curs la Udacity, CS271. 

### Cursuri de credit universitar
Udacity a anunțat un parteneriat cu Universitatea de Stat din San Jose (SJSU) la 15 ianuarie 2013 pentru testarea a trei noi cursuri - două cursuri de algebră și un curs introductiv de statistici (ST095) - disponibil pentru creditul colegiului la SJSU pentru semestrul de primăvară 2013 și oferit integral online .   300 de studenți SJSU au avut ocazia să se înscrie pentru 3 unități de credit universitar la un cost fix de 150 USD. În plus, ca și alte MOOC-uri, oricine s-ar putea înscrie oricând gratuit.
Acest prim pilot a dus la rate de promovare sub clasa tradițională SJSU personală pentru toate cele trei cursuri. O ipoteză a fost că mulți dintre studenții care s-au înscris online au urmat deja și au eșuat la cursul tradițional și, prin urmare, probabil că vor eșua din nou. Pilotul a fost repetat în semestrul de vară cu o limită de înscriere crescută de 1000. În plus, pilotul a fost extins pentru a include două cursuri noi, Introducere în programare (CS046) și Psihologie generală (PS001).  De data aceasta, ratele de promovare pentru statistici, algebră de facultate și cursuri de programare le-au depășit pe cele ale cursului tradițional față în față. 
În ciuda acestui fapt, parteneriatul a fost suspendat la 18 iulie 2013. 

### Nanogradație
În iunie 2014, Udacity și AT&T au anunțat programul „Nanogradație”, conceput pentru a preda abilitățile de programare necesare pentru a se califica pentru o poziție IT de bază la AT&T. Se spune că cursul durează mai puțin de un an și costă aproximativ 200 USD / lună. AT&T a declarat că va oferi stagii plătite unor absolvenți ai programului.   „Nu vă putem transforma într-un laureat al Premiului Nobel”, a spus domnul Thrun unui elev. „Dar ceea ce putem face este ceva de genul perfecționării - sunteți o persoană inteligentă, dar abilitățile pe care le aveți sunt inadecvate pentru piața actuală a muncii sau nu vă permit să obțineți locul de muncă pe care aspirați să îl aveți. Vă putem ajuta să obțineți aceste abilități. ” 
Un astfel de program în domeniul securității cibernetice a fost anunțat la Conferința RSA din aprilie 2018. 

### Formatul cursului
Fiecare curs este format din mai multe unități cuprinzând prelegeri video cu subtitrare închisă, împreună cu teste integrate pentru a ajuta elevii să înțeleagă concepte și să întărească ideile, precum și teme de urmărire, care promovează un model „învățați făcând”.   Clasele de programare folosesc limbajul Python; temele de programare sunt notate prin programe automate de pe serverele Udacity.

## Anulare
Udacity are o politică de anulare criticată public, care permite utilizatorilor să anuleze doar 2 zile după înscriere. Chiar dacă plătiți sute de dolari sau euro pentru un nano grad, nu puteți primi nicio rambursare atunci când decideți că un curs nu este pentru dvs. sau calitatea este scăzută. Acesta este locul în care Udacity diferă de altele 

## Înscriere
În primele câteva luni de existență a Udacity, înscrierea pentru fiecare clasă a fost întreruptă la data scadenței primei teme, iar cursurile au fost reofertate fiecărui hexamestru. Din august 2012, toate cursurile au fost „înscrieri deschise”; elevii se pot înscrie la unul sau mai multe cursuri în orice moment după lansarea unui curs. Toate prelegerile cursului și seturile de probleme sunt disponibile la înscriere și pot fi apoi finalizate în ritmul preferat de student. 
Udacity a avut studenți în 203 de țări în vara anului 2012, cu cel mai mare număr de studenți în Statele Unite (42%), India (7%), Marea Britanie (5%) și Germania (4%).  Studenții Udacity pentru CS101 variază de la copiii de 13 ani până la cei de 80 de ani.  Tinerii avansați de 13 ani sunt capabili să urmeze mai multe cursuri de informatică la nivel superior pe Udacity. 

## Certificare
Udacity emitea certificate de finalizare a cursurilor individuale  dar din mai 2014 a încetat să mai ofere certificate gratuite care nu sunt verificate de identitate.  În plus, începând cu 24 august 2012, prin parteneriatul cu compania de testare electronică Pearson VUE, studenții CS101 pot alege să susțină un examen final suplimentar de 75 de minute pentru o taxă de 89 USD, într-un efort de a permite cursurilor Udacity să „conteze pentru o acreditare recunoscută de angajatori ".   
Alte planuri anunțate pentru opțiunile de certificare ar include o „examinare online securizată”, ca o alternativă mai puțin costisitoare la examenele de control personal. 
Campusul Global al Universității de Stat din Colorado a început să ofere credit de transfer pentru cursul introductiv de informatică (CS101) pentru studenții Udacity care susțin examenul final printr-o unitate de testare sigură. 
În 2015, Udacity a început programul Nanodegree,  este un program de acreditare plătit. Udacity oferă și Nanodegree plus, care este puțin mai scump, dar garantează un loc de muncă, dacă nu reușesc să ofere un loc de muncă, taxa de curs este returnată, deși intenționează să anuleze programul. 

## Premii
În noiembrie 2012, fondatorul Sebastian Thrun a câștigat premiul Smithsonian American Ingenuity in Education pentru munca sa cu Udacity.  

## Companie spin-off
În aprilie 2017, Udacity a anunțat o întreprindere derivată denumită Voyage Auto, o companie de taxi auto cu conducere automată, care să concureze cu serviciile de tip Uber.  Compania și-a testat proiectul, pe baza producției de vehicule de larg consum, pe drumuri private de viteză mică într-o comunitate de pensionari din San Jose, California.  În 2018, Voyage a anunțat un parteneriat cu The Villages, Florida, o altă comunitate de pensionari.   În martie 2021, Voyage a fost achiziționat de Cruise . 

## Vezi si
- ALISON (companie)
- FutureLearn
- Coursera
- Eliademia
- edX
- Academia Khan
- Lynda.com
- Fundația Saylor
- TechChange
- Training.com
- Udemy
- Springpeople
- Stackfuel